# Viacom
Viacom est un conglomérat de médias américain créé en 1971 à la suite de la scission des activités du réseau Columbia Broadcasting System.
Après avoir racheté les réseaux Showtime et MTV en 1985, la société passe sous le contrôle de son actionnaire principal Sumner Redstone, devenant propriété de la holding familiale National Amusements (en). Les acquisitions continuent : Paramount Communications en 1994, CBS Corporation en 1999 et le réseau BET en 2001.
En 2006, le groupe se scinde en deux sociétés distinctes en 2006 : CBS Corporation (production télévisuelle, parcs d'attractions, réseaux CBS et UPN, etc.) et Viacom (MTV, BET, Nickelodeon, Paramount Pictures, etc.).
En 2019, Viacom et CBS Corporation fusionnent à nouveau pour former le groupe ViacomCBS, contrôlé par Shari Redstone (la fille de Sumner Redstone) et sa famille. En février 2022, le groupe est renommé Paramount Global.
Viacom était cotée NASDAQ avec le code VIA jusqu'en août 2019, date de sa fusion avec CBS.

## Historique

### Viacom (1952–2006)
En 1952, le réseau de télévision et de radio Columbia Broadcasting System crée son propre département de diffusion : CBS Television Film Sale. Renommée CBS Films en 1958, puis CBS Enterprises en 1968 après le rachat de Parmount par le conglomérat Gulf+Western et enfin Viacom en 1970, la filiale devient indépendante le 1er janvier 1971 en raison des nouvelles règles édictées par la Commission fédérale des communications interdisant aux réseaux de télévision de posséder leur propre société de diffusion
Elle prospère dans les années 1980 en rachetant les réseaux Showtime et MTV en 1985, avant de passer sous le contrôle de National Amusements (en), holding du milliardaire Sumner Redstone, en 1986.
En 1994, le groupe rachète Paramount Communications (ex-Gulf+Western), conglomérat comprenant entre autres depuis les années 1960 Paramount Pictures, Paramount Télévision, l'éditeur de jeux vidéo Sega et l'éditeur Simon & Schuster. Viacom Interactive Media est créée et constituée de deux branches : Viacom New Media (qui passera sous le contrôle de Virgin en 1997), éditeur de titres sur CD-ROM et cartouches, et Viacom Interactive Services, services en ligne.
En 1999, c'est au tour de CBS Corporation détenue depuis 1995 par la Westinghouse Electric Company d'intégrer le groupe, puis en 2001 du réseau BET.

### Viacom (2006–2019)
En juin 2005, Viacom annonce la scission du groupe en deux compagnies distinctes : le nouveau Viacom comprend les activités de MTV, BET et de Paramount Pictures (production cinématographique et de DVD). Le PDG en est Philippe Dauman à partir de septembre 2006 après la démission de Tom Freston.
De l'autre côté, CBS Corporation, dirigé par Moonves, regroupe les réseaux de télévision CBS, Showtime et UPN (qui devient The CW Television Network) et de radio CBS Radio, l'entreprise de production CBS Studios, l'éditeur Simon & Schuster ainsi que les parcs Paramount. Les actionnaires se voient attribuer à la suite de la scission 1/2 action du nouveau Viacom et 1/2 action de CBS Corporation pour une action de l'ancien Viacom détenue. Sumner Redstone reste PDG et principal actionnaire des deux compagnies.
En juin 2005, Viacom rachète Neopets, un site internet d'animaux virtuels, ainsi que les sites GameTrailers, GoCityKids, et iFilm. Le 11 décembre de la même année, la filiale Paramount Pictures rachète DreamWorks Pictures (qui reprendra son indépendance en 2008). Viacom poursuit ses acquisitions avec la messagerie instantanée Xfire (avril 2006) et Atom Entertainment (août 2006).
En février 2007, Viacom exige de Google le retrait d'extraits vidéos de ses programmes, notamment les séries Nickeodéon et DreamWorks, diffusés sur sa filiale YouTube pour infraction aux droits d'auteur. En mai, la société crée une coentreprise avec le conglomérat de médias indien Network18 Group afin de diffuser ses chaînes en Inde : Viacom 18.
Le 4 décembre 2008, la société annonce le licenciement de 850 de ses employés, soit 7 % de ses effectifs ; à la fin de l'année, le câblo-opérateur Time Warner Cable  et MTV Networks ne parviennent pas à s'accorder sur un renouvellement de la diffusion des chaînes du groupe, comprenant les zones de New York, Los Angeles et de la Floride,, accord finalement trouvé le 1er janvier 2009. Le 7 décembre, Viacom revend  MTV Brésil au groupe Abril.
Le 5 mai 2010, The Hollywood Reporter révèle l'intention de Comedy Central (filiale de Viacom) « de développer une série d'animation basée sur Jésus-Christ » qui, selon la chaîne, tente d'échapper à « son père tout-puissant ».
En 2011, Viacom investit dans Rainbow, une société italienne spécialisée dans les produits pour enfants, et mieux connue pour sa franchise Winx Club.
En mai 2014, Viacom annonce l'acquisition de la chaîne britannique Channel 5 pour 450 millions de livres. En novembre 2016, Viacom annonce l'acquisition pour 345 millions de dollars de Telefe, une chaîne de télévision argentine détenue par Telefónica.
En janvier 2019, Viacom annonce l'acquisition de Pluto TV, un service de streaming, pour 340 millions de dollars,.

### ViacomCBS (2019–2022)
Le 29 septembre 2016, la maison-mère de Viacom, National Amusements, encourage la société à refusionner avec CBS Corporation afin de créer une « nouvelle synergie ». Le projet est néanmoins abandonné le 12 décembre suivant
Les pourparlers reprennent en janvier 2018. Le 13 août 2019, Viacom et CBS Corporation annoncent la fusion de leur activité par échange d'actions, créant un nouvel ensemble nommé ViacomCBS. Celle-ci est effective le 4 décembre 2019.
Le 16 février 2022, au cours d'une conférence destinée aux actionnaires, le groupe ViacomCBS officialise son changement de dénomination pour devenir Paramount Global (simplifié en Paramount dans sa communication).

## Activités
Production et distribution de film
- MTV Entertainment Studios
- Nickelodeon Movies
- Paramount Animation
- Paramount Pictures
- Viacom International
- Pluto TV

Chaînes de télévision (Viacom Media Networks)
- Pôle Musique et Divertissement
  - MTV (Music Television)
  - MTV2
  - MTV Hits
  - MTV Desi (2005-2007)
  - mtvU
  - VH1
  - VH1 Classic
  - VH1 Soul
  - Logo
  - Palladia
  - Comedy Central
  - Spike
- Pôle Jeunesse et Famille
  - Nickelodeon
  - Nick at Nite (anciennement Nick 2)
  - Nick Jr. (depuis septembre 2009, anciennement Noggin depuis février 1999)
  - TeenNick (depuis septembre 2009, anciennement The N depuis avril 2002)
  - NickToons
  - Nick Gas (1999–2009)
  - TV Land
  - CMT (Country Music Television)
  - CMT Pure Country
  - CMT (Canada) (10 %)
- Pôle BET Networks
  - BET (Black Entertainment Television)
  - BET Hip-Hop
  - BET Gospel
  - BET Jams
  - Centric
- Pôle Viacom International Media Networks
  - J-One
  - Game One
  - Paramount Channel
  - Colors TV
  - TMF (1995-2015)
  - VIVA
  - Tr3s
  - Channel 5
    - Channel 5 +1
    - Channel 5 +24

  - 5*
  - 5USA
  - Telefe
    - Telefe Internacional

Jeux vidéo
- GameTrailers
- Neopets

## Controverses

### Justice
En mars 2007, Viacom dépose plainte contre Google et YouTube pour contrefaçon. À la suite de ce procès, la justice américaine a exigé en juillet 2008 que Google fournisse à Viacom les logs de connexion des utilisateurs (adresses IP, identifiants, date/heure des visites, contenus visionnés…), soit environ 4 To de données. Google annonce, le 23 juin 2010, qu'il avait gagné le procès pour violation de propriété intellectuelle intenté par le groupe de médias Viacom contre sa filiale de vidéos YouTube.

### Collecte de données personnelles en ligne
En septembre 2016, le procureur général de New York annonce que Viacom, notamment par l'intermédiaire de son site Nickelodeon, a collecté les informations personnelles d'enfants en ligne. Cette pratique servant à analyser le comportement des internautes pour proposer aux annonceurs une publicité mieux ciblée est illégale pour les sites destinés aux enfants de moins de 13 ans. Viacom, Mattel et Jumpstart se sont engagés auprès du procureur à payer conjointement 835 000 dollars.